# Haçane Alhajame ibne Mu ibne Alcácime
Haçane Alhajame ibne Mu ibne Alcácime ou Alcacim (em árabe: الحجام الحسن بن محمد بن القاسم بن إدريس; romaniz.: al-Hajjam al-Hasan ibn Muhammad ibn al-Qasim), também designado como Haçane I, foi califa do Califado Idríssida do Magrebe que governou de 925 até 927. Foi antecedido por seu primo Iáia IV e sucedido por seu irmão Alcácime I.

## Vida
Haçane Alhajame era filho de Mu ibne Alcácime e primo do deposto califa Iáia IV. (r. 905–919/920) Desde a deposição de Iáia IV em 919/920, o Califado Idríssida esteve sob administração de um governador do Califado Fatímida da Ifríquia. Em 925, porém, Haçane revoltou-se, derrotou o general inimigo Muça ibne Abul Afia e capturou a capital Fez, onde tornar-se-ia califa. Em 927, por sua vez, foi entregue a Muça e morto pela conspiração do governador de Fez e o país ficou por 10 anos sob domínio estrangeiro, hora fatímida hora omíada. Em 937, a partir da fortaleza de Hajar Nácer, Alcácime I, irmão de Haçane, tomou o poder.